# ۲مس ۰۷۲۷+۱۷۱۰
۲مس ۰۷۲۷+۱۷۱۰ یک ستاره است که در صورت فلکی دوپیکر قرار دارد.